# Voleibol nos Jogos Olímpicos de Verão de 1968 - Feminino
O torneio feminino de voleibol nos Jogos Olímpicos de Verão de 1968 foi realizado no Gimnasio Olímpico Juan de la Barrera, no Palacio de los Deportes e na Pista Revolución, Cidade do México, entre 13 e 26 de outubro e organizado pela Federação Internacional de Voleibol (FIVB) em conjunto com o Comitê Olímpico Internacional (COI).

## Medalhistas
A União Soviética foi campeã olímpica de voleibol, enquanto o Japão conquistou a medalha de prata. A Polônia completou o pódio ao final em terceiro lugar na classificação final.
|  | URS União Soviética |  | JPN Japão |  | POL Polônia |
|  | Lyudmila Buldakova Lyudmila Mikhaylovskaya Vera Lantratova Vera Galushka-Duyunova Tatyana Sarycheva Tatyana Ponyayeva-Tretyakova Nina Smoleyeva Galina Leontyeva Inna Ryskal Roza Salikhova Valentina Kamenek-Vinogradova Tatyana Veinberga |  | Sachiko Fukunaka Makiko Furukawa Keiko Hama Setsuko Inoue Toyoko Iwahara Youko Kasahara Yukiyo Kojima Sumie Oinuma Aiko Onozawa Kunie Shishikura Suzue Takayama Setsuko Yoshida |  | Halina Aszkiełowicz Lidia Chmielnicka Krystyna Czajkowska Krystyna Jakubowska Krystyna Krupa Jadwiga Książek Józefa Ledwig Barbara Niemczyk Krystyna Ostromęcka Elżbieta Porzec Zofia Szczęśniewska Wanda Wiecha |

## Qualificação
| Torneio de qualificação    | Data                                | Sede        | Vagas | Qualificados    |  |
| -------------------------- | ----------------------------------- | ----------- | ----- | --------------- |  |
| País-sede                  | 18 de outubro de 1963               | Baden-Baden | 1     | México          |  |
| Jogos Olímpicos de 1964    | 11–23 de outubro de 1964            | Tóquio      | 1     | Japão           |  |
| Campeonato Mundial de 1967 | 25–29 de janeiro de 1967            | Tóquio      | 1     | Estados Unidos  |  |
| Campeonato Mundial de 1967 | 25–29 de janeiro de 1967            | Tóquio      | 1     | Coreia do Sul   |  |
| Campeonato Mundial de 1967 | 25–29 de janeiro de 1967            | Tóquio      | 1     | Peru            |  |
| Campeonato Europeu de 1967 | 22 de outubro–7 de novembro de 1967 | Izmir       | 1     | União Soviética |  |
| Campeonato Europeu de 1967 | 22 de outubro–7 de novembro de 1967 | Izmir       | 1     | Polônia         |  |
| Campeonato Europeu de 1967 | 22 de outubro–7 de novembro de 1967 | Izmir       | 1     | Checoslováquia  |  |
| Total                      |                                     |             | 8     |                 |  |

## Tabela
Todas as equipes se enfrentaram entre si na forma de pontos corridos.
|     |                 |     | Jogos | Jogos | Jogos | Resultados | Resultados | Resultados | Resultados | Resultados | Resultados | Sets | Sets | Sets  | Pontos | Pontos | Pontos |
| Pos | Equipe          | Pts | T     | V     | D     | 3–0        | 3–1        | 3–2        | 2–3        | 1–3        | 0–3        | V    | P    | R     | V      | P      | R      |
| --- | --------------- | --- | ----- | ----- | ----- | ---------- | ---------- | ---------- | ---------- | ---------- | ---------- | ---- | ---- | ----- | ------ | ------ | ------ |
| 1   | União Soviética | 21  | 7     | 7     | 0     | 4          | 3          | 0          | 0          | 0          | 0          | 21   | 3    | 7,000 | 333    | 194    | 1.716  |
| 2   | Japão           | 18  | 7     | 6     | 1     | 6          | 0          | 0          | 0          | 1          | 0          | 19   | 3    | 6.333 | 318    | 147    | 2.163  |
| 3   | Polônia         | 13  | 7     | 5     | 2     | 2          | 1          | 2          | 0          | 0          | 2          | 15   | 11   | 1.364 | 324    | 304    | 1.066  |
| 4   | Peru            | 9   | 7     | 3     | 4     | 1          | 1          | 1          | 1          | 1          | 2          | 12   | 15   | 0.800 | 306    | 327    | 0.936  |
| 5   | Coreia do Sul   | 10  | 7     | 3     | 4     | 1          | 2          | 0          | 1          | 0          | 3          | 11   | 14   | 0.786 | 276    | 305    | 0.905  |
| 6   | Checoslováquia  | 8   | 7     | 3     | 4     | 1          | 1          | 1          | 0          | 2          | 2          | 11   | 15   | 0.733 | 307    | 307    | 1,000  |
| 7   | México          | 5   | 7     | 1     | 6     | 1          | 0          | 0          | 2          | 0          | 4          | 7    | 18   | 0.389 | 215    | 338    | 0.636  |
| 8   | Estados Unidos  | 0   | 7     | 0     | 7     | 0          | 0          | 0          | 0          | 4          | 3          | 4    | 21   | 0.190 | 196    | 353    | 0.555  |

Ordenamento da classificação: 1) Número de vitórias; 2) Pontos; 3) Razão de sets; 4) Razão de pontos; 5) Confronto direto.
- 13 de Outubro

|                 |     |                 |                               |  |
| Polónia         | 3-2 | Coreia do Sul   | 10-15 12-15 15-10 15-12 17-15 |  |
| Japão           | 3-0 | Estados Unidos  | 15-6 15-2 15-2                |  |
| União Soviética | 3-1 | Tchecoslováquia | 8-15 15-7 15-13 15-7          |  |
| Peru            | 3-2 | México          | 15-17 15-5 10-15 15-2 15-7    |  |

- 14 de Outubro

|                 |     |                |                       |  |
| Peru            | 3-0 | Coreia do Sul  | 15-13 15-6 15-9       |  |
| Tchecoslováquia | 3-1 | Estados Unidos | 15-8 11-15 15-9 15-11 |  |
| Japão           | 3-0 | México         | 15-7 15-3 15-2        |  |
| União Soviética | 3-0 | Polónia        | 15-5 15-11 15-4       |  |

- 15 de Outubro

|                 |     |        |                 |  |
| Tchecoslováquia | 3-0 | México | 15-8 15-2 16-14 |  |
| Japão           | 3-0 | Peru   | 15-3 15-11 15-9 |  |

- 16 de Outubro

|                 |     |                |                 |  |
| Polónia         | 3-0 | Estados Unidos | 15-3 15-1 16-14 |  |
| União Soviética | 3-0 | Coreia do Sul  | 15-9 15-6 15-2  |  |

- 17 de Outubro

|                 |     |                |                     |  |
| Coreia do Sul   | 3-1 | Estados Unidos | 15-9 15-3 6-15 15-5 |  |
| União Soviética | 3-0 | Peru           | 15-4 15-9 15-9      |  |

- 19 de Outubro

|         |     |                 |                             |  |
| Japão   | 3-0 | Tchecoslováquia | 15-8 15-8 15-7              |  |
| Polónia | 3-2 | México          | 15-9 12-15 15-11 11-15 15-4 |  |

- 20 de Outubro

|                 |     |         |                           |  |
| Japão           | 3-0 | Polónia | 15-5 15-6 15-6            |  |
| Tchecoslováquia | 3-2 | Peru    | 7-15 13-15 15-9 15-2 15-3 |  |

- 21 de Outubro

|                 |     |                |                     |  |
| União Soviética | 3-1 | Estados Unidos | 15-1 6-15 15-4 15-6 |  |
| Coreia do Sul   | 3-0 | México         | 15-5 15-4 15-6      |  |

- 23 de Outubro

|                 |     |                |                        |  |
| União Soviética | 3-0 | México         | 15-6 15-10 15-3        |  |
| Peru            | 3-1 | Estados Unidos | 15-11 15-0 14-16 15-12 |  |

- 24 de Outubro

|         |     |                 |                  |  |
| Polónia | 3-0 | Tchecoslováquia | 15-13 15-7 15-12 |  |
| Japão   | 3-0 | Coreia do Sul   | 15-5 15-5 15-4   |  |

- 25 de Outubro

|               |     |                 |                      |  |
| Polónia       | 3-1 | Peru            | 15-9 15-9 9-15 15-11 |  |
| Coreia do Sul | 3-1 | Tchecoslováquia | 15-9 15-9 9-15 15-11 |  |

- 26 de Outubro

|                 |     |                |                       |  |
| México          | 3-0 | Estados Unidos | 15-8 15-7 15-4        |  |
| União Soviética | 3-1 | Japão          | 15-10 16-14 3-15 15-9 |  |

## Classificação final
Esta foi a classificação final do torneio:
| Pos.              | Equipe          |
| ----------------- | --------------- |
| Medalha de ouro   | União Soviética |
| Medalha de prata  | Japão           |
| Medalha de bronze | Polônia         |
| 4                 | Peru            |
| 5                 | Coreia do Sul   |
| 6                 | Checoslováquia  |
| 7                 | México          |
| 8                 | Estados Unidos  |